# Paula captivă
Paula captivă (titlul original: în spaniolă Paula cautiva) este un film dramatic argentinian, realizat în 1963 de regizorul Fernando Ayala, după povestirea „La representación” de Beatriz Guido, protagoniști fiind actorii Susana Freyre, Duilio Marzio, Fernanda Mistral și Lautaro Murúa.

## Rezumat
Sutton, un tânăr argentinian care a emigrat în Statele Unite în urmă cu cincisprezece ani, se întoarce în țară cu un coleg american, pentru a încheia o afacere. Aici angajează o însoțitoare, Paula, o tânără dintr-o familie aristocratică, dar fără bani, de care ajunge să se îndrăgostească, dar se va ciocni de actualele problemele politice ale fostei sale țări.

## Distribuție
- Susana Freyre – Paula Peña
- Duilio Marzio – Sutton
- Fernanda Mistral – Marisa
- Lautaro Murúa – Guillermo
- Leonardo Favio
- Orestes Caviglia – Florencio Peña, bunicul Paulei
- Mercedes Sombra
- Crandall Diehl
- Lola Palombo
- Claudia Fontán
- Oscar Caballero
- Martha Murat
- Ricardo Florenbaum
- Víctor Martucci
- Eduardo Humberto Nóbili
- Lily Sinclair
- Chochi Ameztoy
- Catalina Bazán
- J. C. Tiberio
- Omar Delli Quadri
- Astor Piazzolla
- Salvador Sammaritano
- Elena Cruz

## Premii
- 1964: Premiul Condorul de Argint pentru cel mai bun film.